# Proyecto de Constitución Federal de Antequera

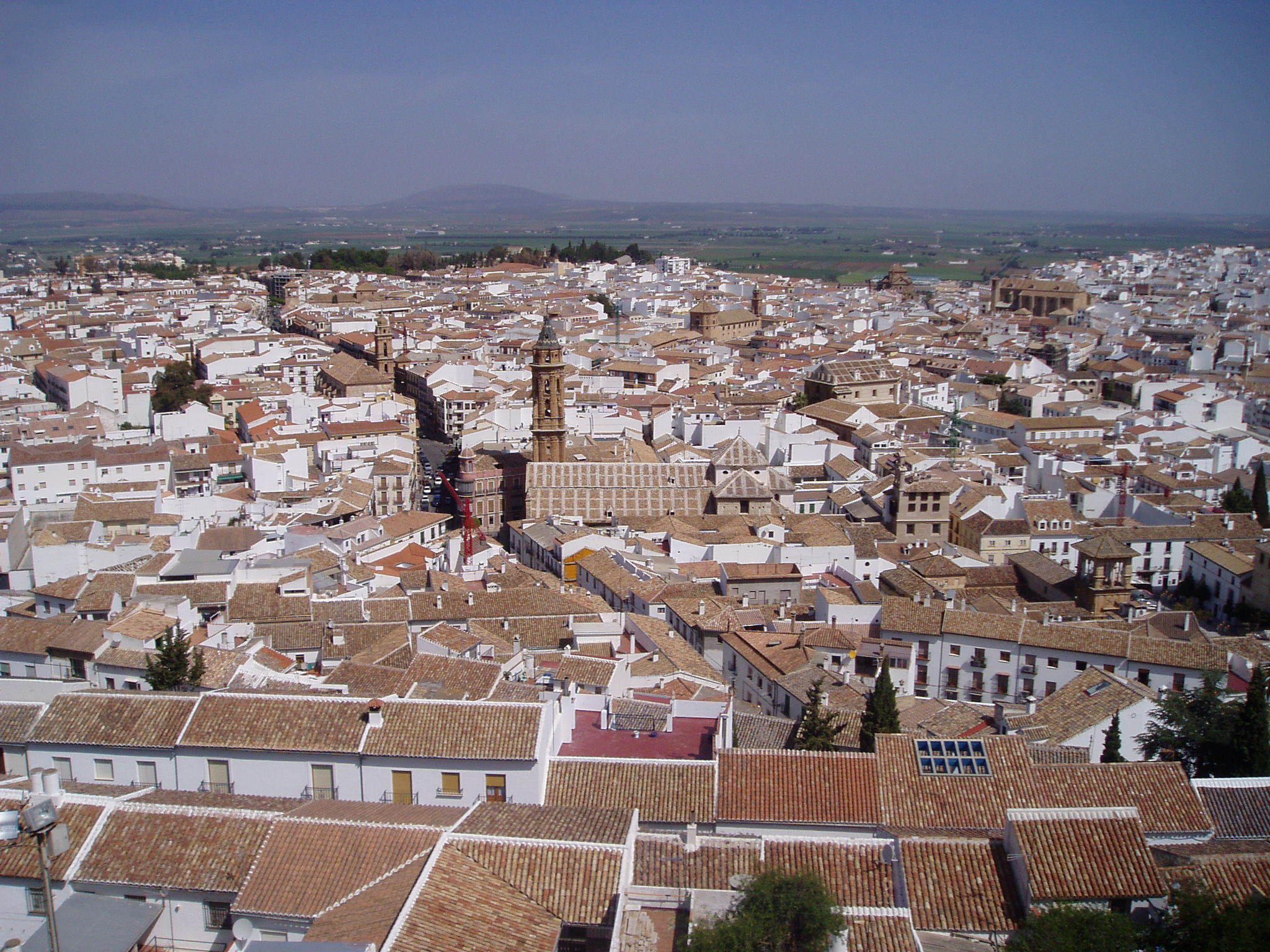
Vista de Antequera.

El proyecto de  Constitución Federal para Andalucía, también conocido como Constitución Federal de Antequera por su aprobación en el congreso celebrado en Antequera por los delegados de las organizaciones andaluzas del Partido Republicano Democrático Federal en 1883, fue la propuesta constitucional de dicho partido para el Estado andaluz independiente.

## Contexto histórico
Fue el producto de una coyuntura específica no sólo en Andalucía, desde la Revolución de 1868, el breve reinado de Amadeo I, la experiencia republicana y de nuevo la restauración borbónica. Desde 1874 se había producido la disgregación del republicanismo en diferentes opciones; paralelamente, se había producido también un afianzamiento del federalismo, no sólo como teoría referente a la configuración del Estado, sino también como fuerza política con arraigo en el país, potenciada por las Asambleas federales de 1882 y 1883. Según algunos autores, lo único específicamente andaluz de este proceso fue la coyuntura convulsa y conflictiva que acompaña a la susodicha Constitución, aunque no quedaría reflejada en ella. Así, el profesor Antonio Miguel Bernal define el proyecto de esta manera:

en la esencia y en la letra, no era sino una vulgar transcripción del Proyecto General de Constitución federal, a nivel del Estado, sin fundamentación específica alguna referida al caso de Andalucía e igual, por tanto, a las restantes que se elaboran por otras regiones, pues lo que varía tan sólo es el nombre de la región a la que se aplica.

Sin embargo, estas tesis parecen perder peso a medida que se avanza en el conocimiento de los proyectos republicanos de la época. Rubén Pérez Trujillano ha realizado una comparación desde el punto de vista jurídico y filosófico-político de los distintos proyectos constitucionales elaborados hacia 1883. Como conclusión, se distinguen principios generales (comunes a la doctrina del partido en los distintos territorios) y principios específicos de la Constitución de Antequera (propios del ala andaluza del partido). Estos últimos han sido el resultado de una evolución diferente del movimiento republicano federal en Andalucía, fuertemente marcado, entre otros, por el problema de la tierra. 
En teoría, tal proyecto constituía uno de los pasos preceptivos para la formación de dicha República Federal "de abajo arriba", por consentimiento soberano de las partes constituyentes de acuerdo con la teoría del "pacto sinalagmático conmutativo y bilateral". Dicha teoría tuvo por entonces como principal consecuencia práctica la de dejar en manos de los cubanos su decisión de integrarse o no en la República Federal, y fue uno de los elementos de división de los "pactistas" que seguían a Pi y Margall con Estanislao Figueras y la facción federal que constituyó el Partido Federal Orgánico reconociendo su liderazgo. La aprobación del proyecto de Constitución Federal de Antequera, el fallecimiento de Figueras y debilitamiento de su facción de la que persistirían núcleos aislados hasta el cambio de siglo, favoreció la reincorporación (1883-1886) al Partido Democrático Federal liderado por Pi y Margall de importantes núcleos federales andaluces que siguiendo a dirigentes muy destacados (Fernando Garrido, Ramón de Cala, etc.) habían permanecido al margen de las estructuras partidarias de "pactistas" y "orgánicos", trabajado por la unidad del federalismo español, al tiempo que llegaban a acuerdos electorales y otros con otros partidos republicanos frente a la estrategia aislacionista que imprimió Pi y Margall al federalismo en reorganización pública en 1881-1885.
El proyecto de Constitución Nacional para Andalucía elaborado en Antequera establecía adelantos democráticos y logros sociales verdaderamente avanzados para la época. Así, Inmaculada Montalbán Huertas ha destacado el incipiente feminismo y el establecimiento de la igualdad social como objetivo de los poderes públicos andaluces.